# ネオプラン・スターライナー
スターライナー(Starliner)は、ドイツ・アウベルダー社製、ネオプランブランドのスーパーハイデッカー観光バスである。

## 概要
1996年にハノーファーで開催されたバスショーで発表された。当初は12m2軸スーパーハイデッカーのみであったが、その後12mを超える車体長や3軸車の設定など、バリエーションが増加している。
ヘッドライトが丸型8灯仕様になっていること、側面窓前方の三角形のピラー形状が外観上の特徴として挙げられる。外観のみならず、電子制御ブレーキシステムを採用するなど、先進的な部分も多い。交替運転士の仮眠室は前のオーバーハングに設置できるようになっている。（日本の夜行高速バスでは多くの車両でホイールベース間に設定）
なおネオプランは、中国江蘇省塩城市のバスメーカー･中威客車公司が製造する「A9シリーズ」について、スターライナーのコピーであるとして北京市第1中級人民法院(地裁)に提訴していたが、2009年1月21日に訴えを認める判決が出た。

## 日本におけるスターライナー
本来の12m車体のスターライナーは、全幅2550mmの2軸車であるが、2002年に中央交通（日本ネオプラン）によって輸入された10台は、全幅2500mmで右ハンドル仕様と、日本の基準に合致したものになっている他、3軸車となっている。ふじばす3台・ニュープリンス観光バス・さやま交通が2台導入した他は1台ずつの導入。エンジンはメルセデス・ベンツ製。ただし、ふじばすの1台（横浜200か ・856）は火災事故を起こし廃車となった。杉崎観光バスが保有していた個体は親会社である杉崎運輸の自家用登録となり、現在は主にモーターホームとして使用されている。
また、2005年に日の丸自動車興業に導入された4台は、左ハンドルのままで輸入している。こちらは2軸車でベガス(Vegas)の愛称があり、更に各車毎にドイツの地名が車名として命名されている。エンジンはメルセデス・ベンツ製だが、2台にはMANのエンブレムがある(ネオプラン社がマン社の傘下のため)。